# Buket Linteung
Buket Linteung is een bestuurslaag in het regentschap Aceh Utara van de provincie Atjeh, Indonesië. Buket Linteung telt 1733 inwoners (volkstelling 2010).